# Led Zeppelin III

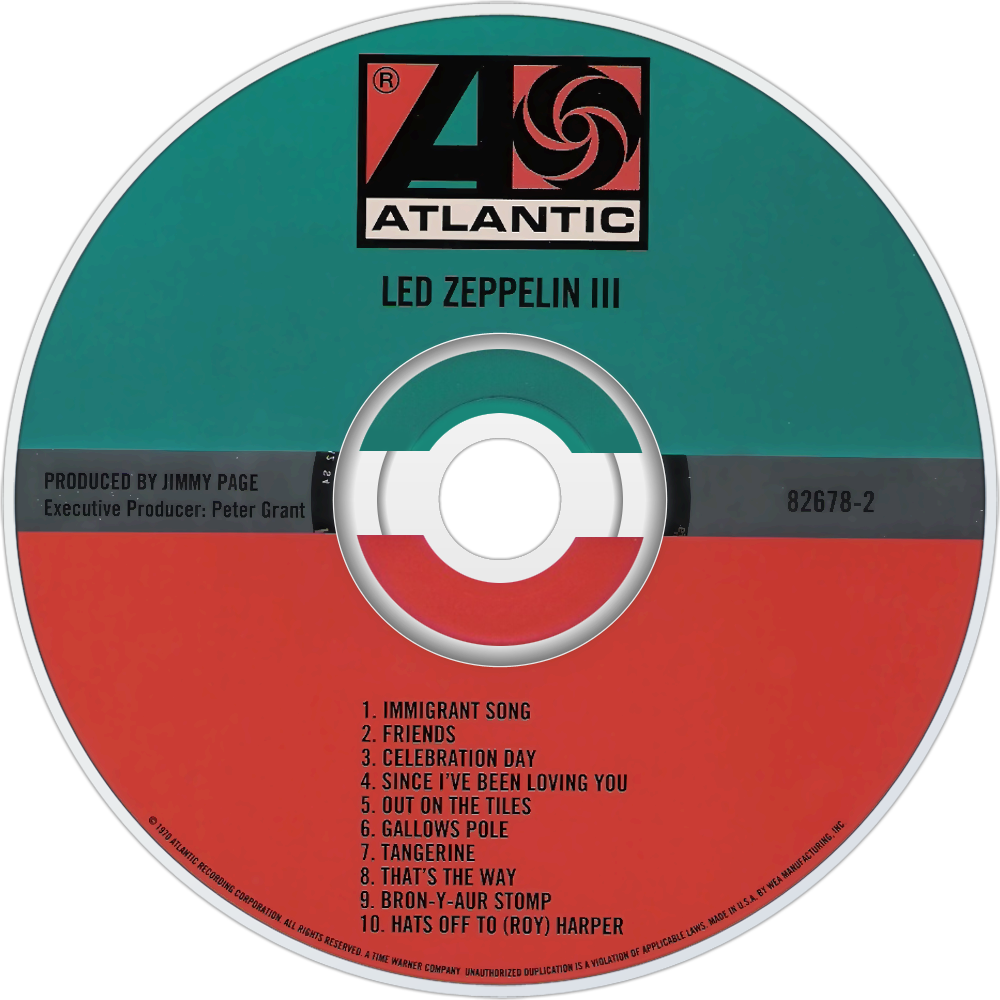
Imatge del vinil del disc.

Led Zeppelin III és el tercer àlbum d'estudi de la banda de rock anglesa Led Zeppelin. El van enregistrar entre el gener i l'agost de 1970, i es va publicar el 5 d'octubre d'aquell any sota la discogràfica Atlantic Records.
La música d'aquest disc dona més èmfasi als sons acústics i folk que els dos anteriors, cosa que va alienar fans i crítics, donà a l'àlbum crítiques mixtes i indiferents i suposà un menor nombre de vendes. Malgrat això, avui dia Led Zeppelin III es considera un punt musicalment important del grup; encara que als àlbums anteriors ja hi havia cançons acústiques, aquest àlbum va ser el primer a mostrar Led Zeppelin com una banda de rock extraordinària que abraça un territori musical major.

## Llista de cançons
| 1. | «Immigrant Song»             | Jimmy Page, Robert Plant     | 2:26 |
| 2. | «Friends»                    | Page, Plant                  | 3:55 |
| 3. | «Celebration Day»            | John Paul Jones, Page, Plant | 3:29 |
| 4. | «Since I've Been Loving You» | Jones, Page, Plant           | 7:25 |
| 5. | «Out on the Tiles»           | John Bonham, Page, Plant     | 4:04 |

| 6.  | «Gallows Pole»             | Tradicional; arranjaments: Page, Plant     | 4:58 |
| 7.  | «Tangerine»                | Page                                       | 3:12 |
| 8.  | «That's the Way»           | Page, Plant                                | 5:38 |
| 9.  | «Bron-Y-Aur Stomp»         | Jones, Page, Plant                         | 4:20 |
| 10. | «Hats Off to (Roy) Harper» | Tradicional; arranjaments: Charles Obscure | 3:41 |

### Disc bonus de l'edició deluxe
| 1. | «The Immigrant Song» (mix alternatiu)                                                         | Page, Plant                                       | 2:25 |
| 2. | «Friends» (pista, no vocal)                                                                   | Page, Plant                                       | 3:43 |
| 3. | «Celebration Day» (mix alternatiu)                                                            | Jones, Page, Plant                                | 3:18 |
| 4. | «Since I've Been Loving You» (mix aproximat del primer enregistrament)                        | Jones, Page, Plant                                | 7:16 |
| 5. | «Bathroom Sound» (pista, no vocal)                                                            | Bonham, Page, Plant                               | 4:00 |
| 6. | «Gallows Pole» (mix aproximat)                                                                | Traditional, arr. Page, Plant                     | 5:17 |
| 7. | «That's the Way» (mix aproximat amb dulcimer i backwards echo)                                | Page, Plant                                       | 5:22 |
| 8. | «Jennings Farm Blues» (mix aproximat de tots els sobreenregistraments de guitarra aquell dia) | Jones, Page, Plant                                | 5:54 |
| 9. | «Key to the Highway/Trouble in Mind» (mix aproximat)                                          | Big Bill Broonzy, Charlie Segar, Richard M. Jones | 4:05 |

## Personal
Led Zeppelin
- John Bonham – bateria, percussió, segones veus
- John Paul Jones – baix elèctric, orgue, sintetitzador moog, mandolina, contrabaix a «Bron-Y-Aur Stomp», arranjaments de corda
- Jimmy Page – guitarra acústica, guitarra elèctrica i pedal steel guitar, banjo, dulcimer, producció, baix elèctric a «That's the Way», segones veus
- Robert Plant – veu, harmònica

Producció
- Barry Diament – masterització, enginyeria de so (CD original de 1986)[1]
- Peter Grant – productor delegat
- Andy Johns – enginyeria de so, enginyeria de mescles
- Eddie Kramer – enginyeria de mescles[2]
- Terry Manning – enginyeria de mescles, masterització de mescles[1]
- George Marino – enginyeria de masterització (CD remasteritzat de 1990)
- Paul Richmond – masterització[1]